# Уктусский лесопарк
Уктусский лесопарк расположен в городе Екатеринбурге. Лесопарк площадью 447 га находится в северной части Уктусских гор. Характеризуется сильной расчленённостью рельефа, имеется значительное количество выходов горных пород — таких, как габбро и серпентинит. Основная часть лесопарка засажена сосновыми разнотравными лесами с большой густотой зелёных насаждений и слабым подлеском, встречаются участки горно-каменистых степей и небольших естественных прогалин. На территории лесопарка имеется большое количество спортивных объектов: стадион, трамплины, скалолазные трассы, несколько лыжных баз. Зимой в лесопарке проводятся лыжные соревнования. Имеется несколько смотровых площадок. По окружности высоких мест и в радиальном направлении проложена дорожная сеть. В последнее время испытывает сильную антропогенную нагрузку.
Вблизи лесопарка расположены такие примечательные объекты как Нижне-Исетский пруд, Преображенская церковь, Ботанический сад Уральского отделения Российской академии наук.

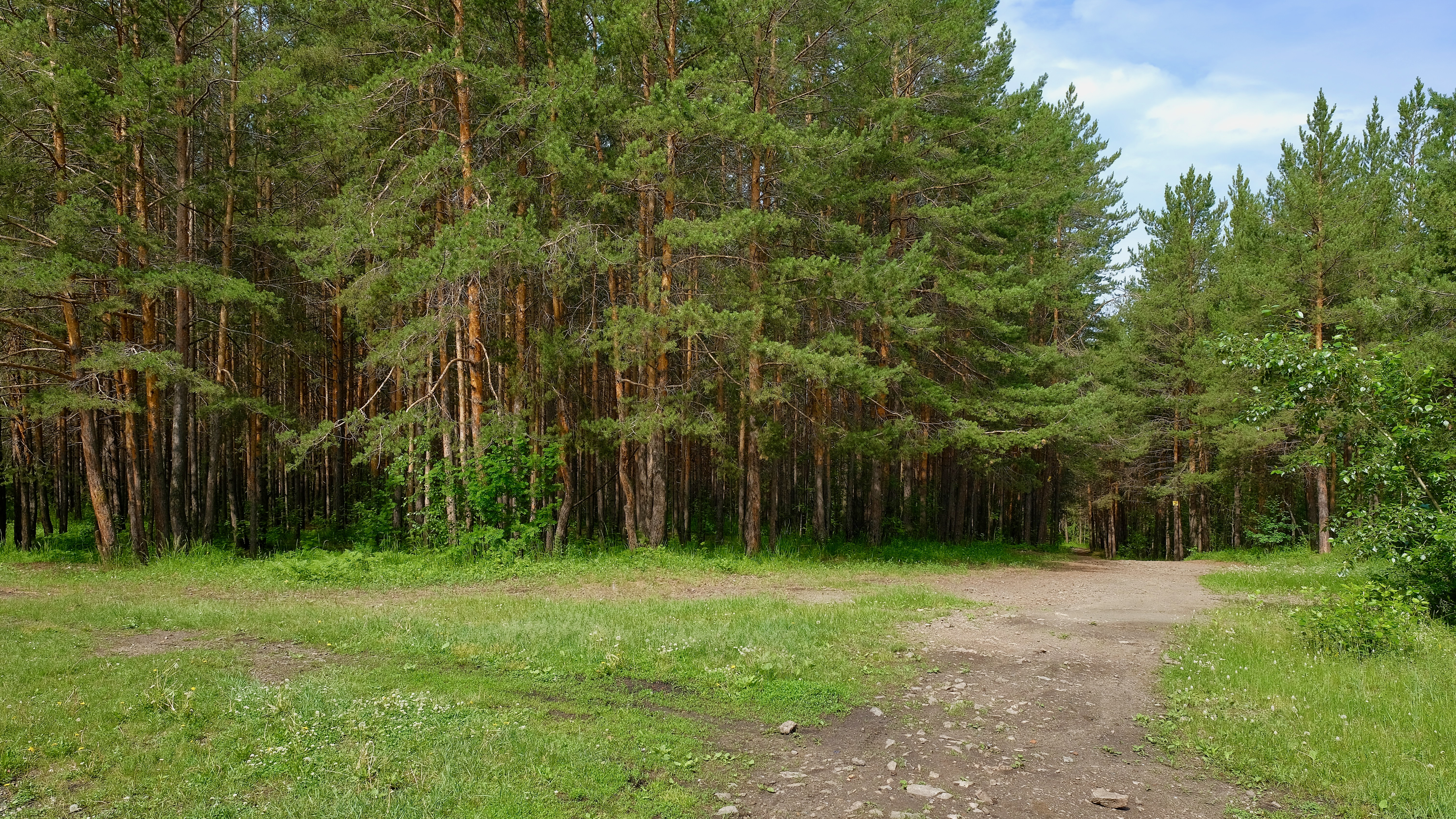
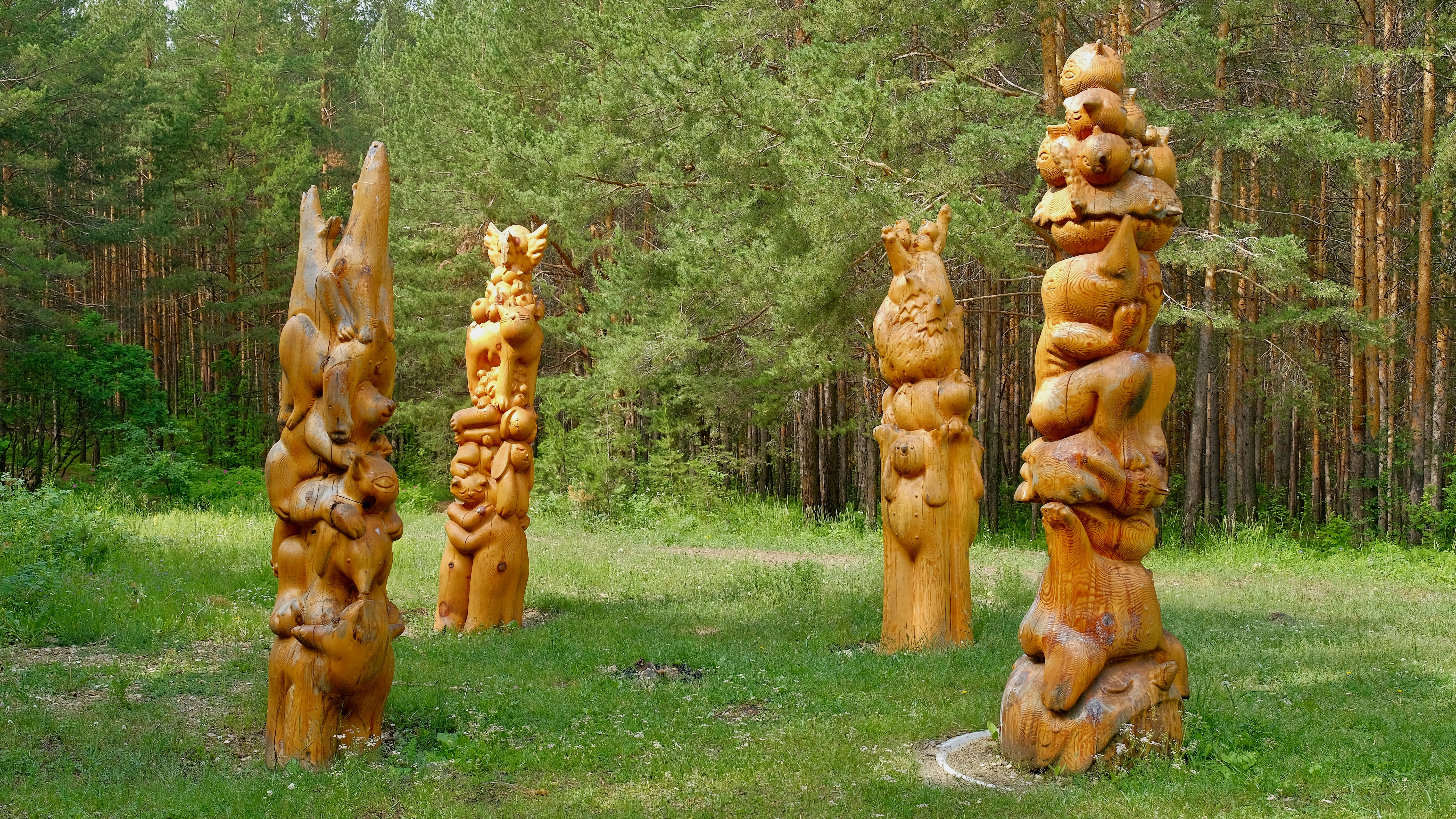
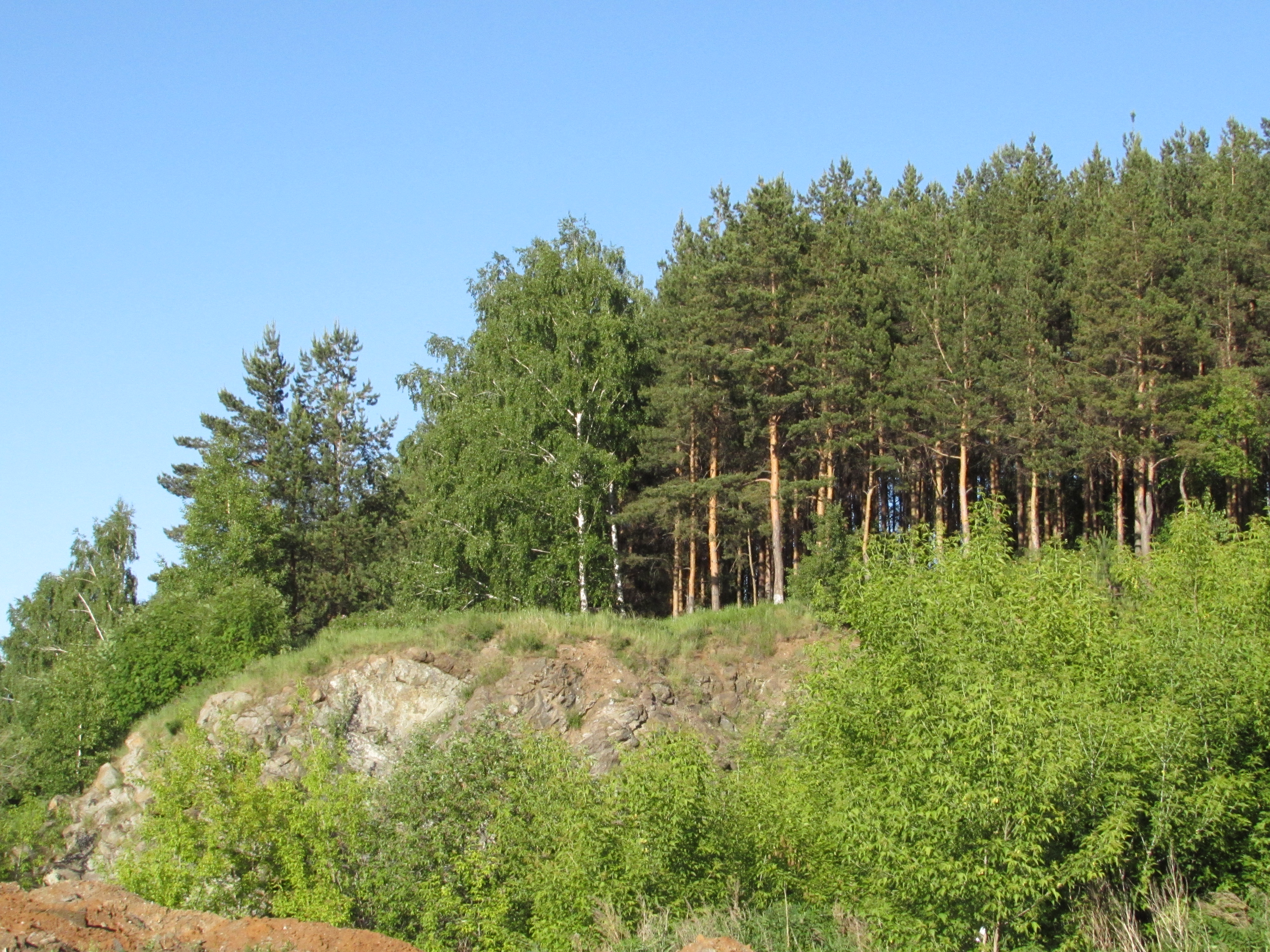
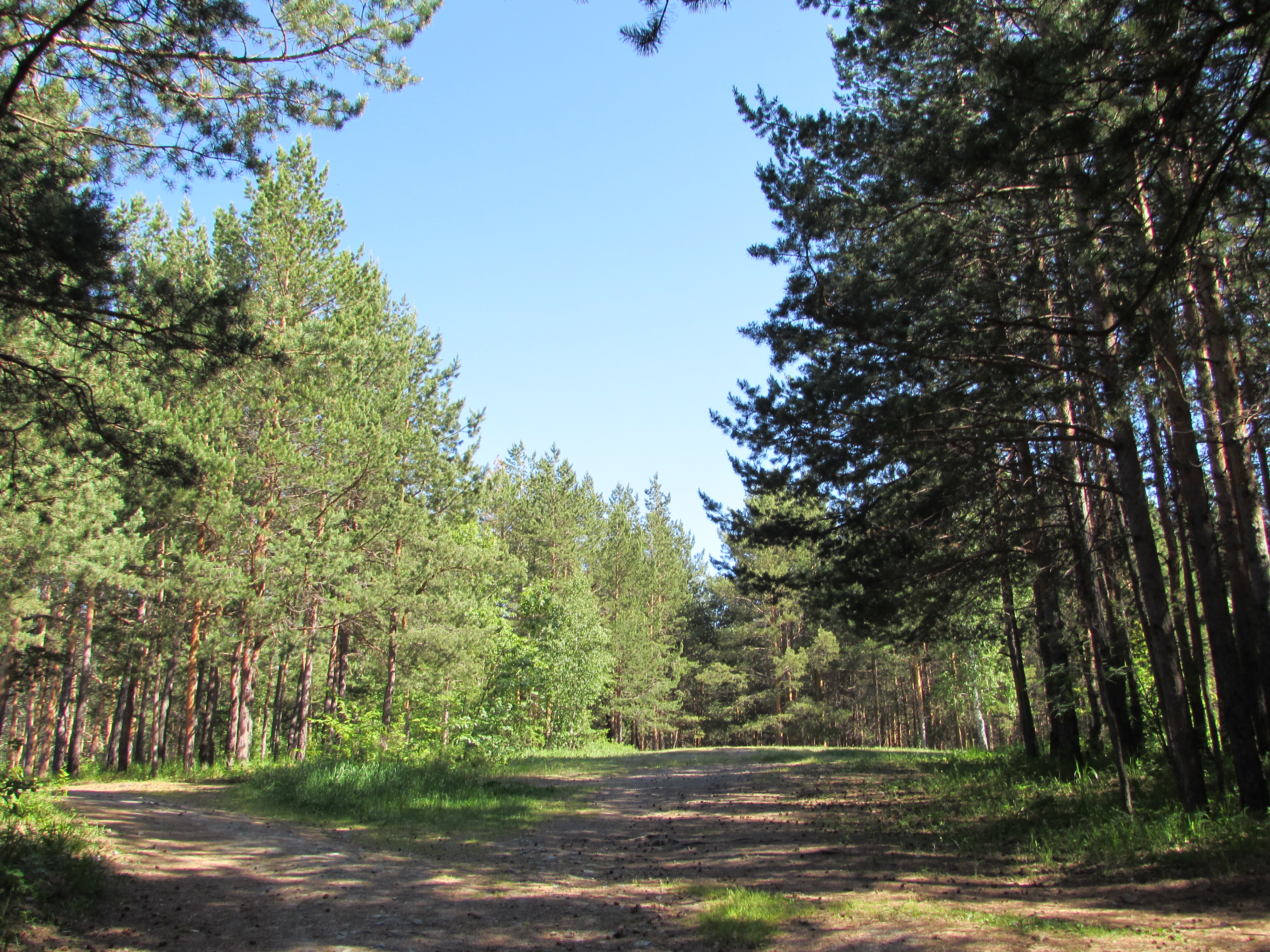
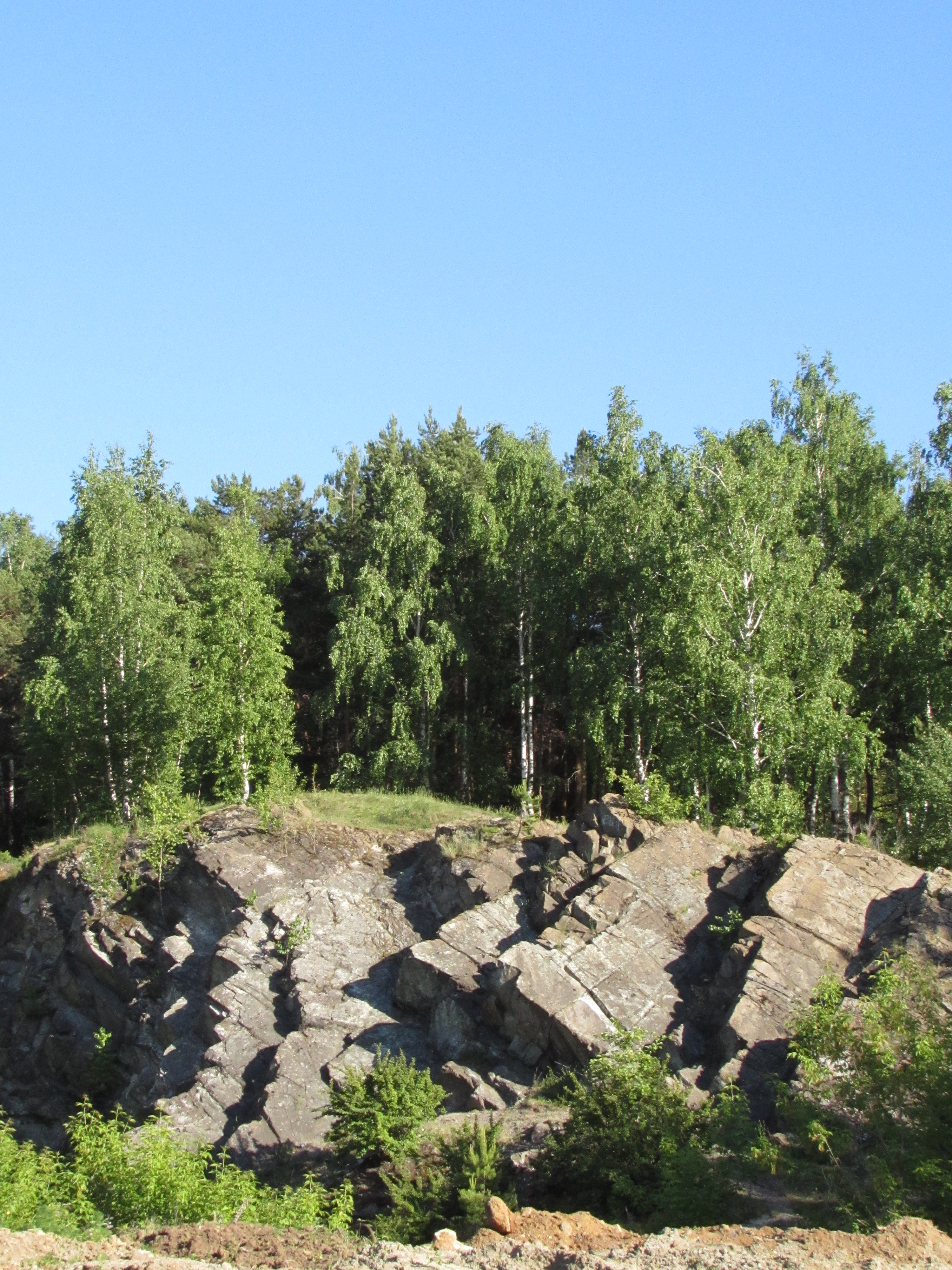